# 李明 (1963年3月)
李明（1963年3月—），汉族，四川成都人，中国共产党党员。中华人民共和国政治人物、第十三届全国人民代表大会解放军和武警部队代表。

## 生平
2018年，李明被选为解放军和武警部队出席第十三届全国人民代表大会代表。